# Yeomanita
La yeomanita és un mineral de la classe dels halurs. Va ser anomenada d'aquesta manera en reconeixement conjunt de la senyora Angela Yeoman (1931) i la seva companyia, Foster Yeoman, qui operava la pedrera Merehead, la localitat tipus d'aquesta espècie.

## Característiques
La yeomanita és un halur de fórmula química Pb₂O(OH)Cl. Va ser aprovada com a espècie vàlida per l'Associació Mineralògica Internacional l'any 2013. Cristal·litza en el sistema ortoròmbic. Sembla estar formada de petites fibres en forma de cordes, recargolades, que creixen des del fons de masses columnars de mendipita.

## Formació i jaciments
Va ser descoberta a la pedrera Torr Works, a Cranmore, Somerset (Anglaterra), l'únic indret on ha estat trobada, on sol trobar-se associada a un altre mineral: la mendipita.